# Kardioid

Gördülő kör által leírt kardioid

A kardioid vagy szívgörbe olyan síkgörbe, amit egy rögzített körön kívül csúszás nélkül legördülő, vele azonos sugarú kör egy rögzített pontja ír le. A görbe tehát speciális epicikloisnak, ugyanakkor a Pascal-féle csigagörbe speciális esetének is értelmezhető.
Egyenlete
Ha {\displaystyle a} a két kör közös sugarhosszának a kétszerese:
derékszögű koordinátákban
{\displaystyle (x^{2}+y^{2})^{2}-2ax(x^{2}+y^{2})=a^{2}y^{2}}
paraméteresen
{\displaystyle {\begin{cases}x=a\cos(t)\cdot (1-cos(t))\\y=a\sin(t)\cdot (1-cos(t))\end{cases}}},
poláris koordinátákban
{\displaystyle r=a(1+cos\varphi )}.
Kerülete: {\displaystyle K=8a}.
Területe: {\displaystyle T={\frac {3\pi }{2}}a^{2}}.